# هه ژیون
هه ژیون (انگلیسی: He Zhiwen؛ زادهٔ ۳۱ مهٔ ۱۹۶۲) یک بازیکن تنیس روی میز اهل اسپانیا است.او با وجود 54 سال سن اکنون در رنکینگ کشور اسپانیا جایگاه اول و در جهان در نوامبر 2016 رتبه 78 را دارا میباشد.در المپیک تابستانی 2012 لندن در مسابقات انفرادی در مرحله سوم بازی را به Adrian Crisan از رومانی با نتیجه 4-2 باخت.در المپیک تابستانی 2016 ریو در مسابقات انفرادی در مرحله دوم بازی را به chen chien-an از تایوان با نتیجه 4-2 باخت.